# برت راسی
اسکاتین راس زادهٔ ۲۱ مهٔ ۱۹۸۹، که به‌طور حرفه ای با نام برت روسی (انگلیسی: Brett Rossi;) و سابقاً اسکاتین شین شناخته می‌شود، یک مدل آمریکایی، سرگرم‌کننده، رقصنده و بازیگر سابق فیلم‌های پورنوگرافی است.

## حرفه
در سال ۲۰۱۲، روسی توسط شرکت فیلم پورنوگرافی Twistys امضا شد و به عنوان حیوان خانگی پنت هاوس فوریه نامگذاری شد.
پس از چند سال وقفه در صنعت، روسی در Vivid Radio ظاهر شد و بازگشت خود را به صنعت بزرگسالان اعلام کرد و اظهار داشت که اولین تور رقص بلند خود را تا فوریه ۲۰۱۶ آغاز خواهد کرد. در ۱ فوریه ۲۰۱۶، اعلام شد که او قراردادی را برای تبدیل شدن به چهره Kayden Kross و شرکت جدید TrenchcoatX Stoya امضا کرده است.
او در بیش از ۱۷۰ عنوان فیلم بزرگسال، عمدتاً فیلم‌های لزبین و همچنین کارگردانی یک فیلم بزرگسالان با عنوان «دختر له شده ۲» بازی کرده است.
روسی در مصاحبه با آماندا ناکس و یک نشریه دیگر، از پلتفرم خود برای زیر سؤال بردن رفتار ستاره‌های پورن در مورد تجارب سوء استفاده جنسی آنها استفاده کرده است. برای بی‌اعتبار کردن ادعاهای سوء استفاده او استفاده شد

## زندگی شخصی
او از نوامبر ۲۰۱۳ تا اکتبر ۲۰۱۴ با بازیگر چارلی شین قرار گرفت. آنها نامزدی خود را در فوریه ۲۰۱۴ اعلام کردند و در اواخر سال برای عروسی برنامه‌ریزی کردند. آنها در ماه اکتبر نامزدی خود را قطع کردند. یک ماه بعد، گزارش شد که روسی به دلیل مصرف بیش از حد دارو در بیمارستان بستری شده است. در سال ۲۰۱۵، روسی پس از اعلام اچ‌آی‌وی مثبت شین و اتهامات مختلف دیگری مانند «حمله و ضرب و جرح، ناراحتی عاطفی، حبس کاذب و سهل انگاری» از شین شکایت کرد.